# Partido Comunista de Chile
Der Partido Comunista de Chile (Kommunistische Partei Chiles, PCCh, auch PC) ist die kommunistische Partei im südamerikanischen Land Chile. Sie ging 1922 aus der 1912 gegründeten Sozialistischen Arbeiterpartei hervor und spielte ab den 1930er Jahren eine entscheidende Rolle im politischen System Chiles, besonders unter der Regierung von Salvador Allende 1970 bis 1973. Während der brutalen Repression nach dem Militärputsch von 1973, in dem Allende ermordet wurde, und der Diktatur Augusto Pinochets 1973 bis 1990 verlor die Partei ihren historischen Einfluss in der chilenischen Politik. Heute hat sie aber in Verbindung mit der Entwicklung von sozialen Bewegungen wieder politischen Einfluss. Die Partei bildet seit 2003 zusammen mit dem Partido Humanista de Chile und kleineren Gruppen das Linksbündnis Juntos Podemos Más, das bei den Parlamentswahlen 2009 erstmals seit dem Sturz Pinochets wieder drei Mandate erringen konnte. Mit der 2005 gestorbenen Parteivorsitzenden Gladys Marín haben die Kommunisten ihre prominenteste und angesehenste Politikerin verloren. Berühmte Mitglieder der KP waren unter anderem Luis Emilio Recabarren, Pablo Neruda, Violeta Parra, Víctor Jara und Camila Vallejo.

## Geschichte der Partei

### Gründung und Anfänge 1912–32
1912 gründete Luis Emilio Recabarren nach politischem Engagement im Partido Demócrata und nach vielen Jahren in Gefängnissen und im Exil den Partido Obrero Socialista (POS), die Sozialistische Arbeiterpartei. Recabarren wird deswegen als Vater der chilenischen Arbeiterbewegung gesehen. Allerdings blieb die Partei bis in die 1930er Jahre ohne große Wahlerfolge. 1920 beschloss ein Parteitag die Umbenennung in Kommunistische Partei Chiles, die jedoch erst nach der Teilnahme an der Dritten Internationalen 1922 erfolgte. Erst unter dem Eindruck der Repression durch den Diktator Carlos Ibañez del Campo erfolgte 1927 die Aufnahme in die Komintern. Zu diesem Zeitpunkt hatten die der POS nahestehende Gewerkschaft FOCH und die POS selber zusammen etwa 200.000 Mitglieder (zum Vergleich: Chile 4,3 Millionen Einwohner), zudem besetzte die POS zwei von 118 Sitzen im Abgeordnetenhaus.
Nachdem General Carlos Ibañez del Campo schon 1925 faktisch die Macht in Chile übernommen hatte, ließ er sich 1927 als einziger Kandidat zum Präsidenten wählen und etablierte für vier Jahre eine äußerst repressive Diktatur im Land. Wie alle anderen Parteien wurde auch die KP massiv unterdrückt; viele Funktionäre und Mitglieder waren gezwungen, ins Exil zu gehen. Durch die Folgen der Weltwirtschaftskrise, die Chile wie kein anderes Land der Welt traf (siehe hierzu Wirtschaft Chiles), wurde der Diktator 1931 durch einen Volksaufstand abgesetzt. Nach einer fast zweijährigen Phase des politischen Chaos mit diversen Präsidenten und Putschen konnte erst ab 1932 die Demokratie und damit auch das Parteiensystem wieder etabliert werden. Zum ersten Mal wurden Arbeiterparteien ins politische System integriert.

### Integration im Parteiensystem 1932–1973

#### Die Volksfront
1932 gelang den Linken in Chile ein fulminanter Start in die neue Ära, als der frisch gegründete Partido Socialista de Chile bei den Parlamentswahlen 1932 sechs Prozent der Stimmen gewann, damals konnte vor allem Marmaduque Grove bei den Präsidentschaftswahlen im gleichen Jahr mit 18 % der Stimmen ein sehr gutes Ergebnis verbuchen. Die Kommunisten konnten von dem Wandel nicht in Form von Wählerstimmen profitieren. Außerdem litten sie unter internen ideologischen Kämpfen, die zur Spaltung der Partei führten. Die Trotzkisten um Manuel Hidalgo Plaza wurden schließlich aus der Partei ausgeschlossen und gründeten die Izquierda Comunista (Kommunistische Linke). 1936 schloss sich die Mehrzahl der Mitglieder letzterer der Sozialistischen Partei an.
Die Weltwirtschaftskrise und die politische Lage in Europa nach der Machtergreifung der Nationalsozialisten in Deutschland bereitete den Weg für ein Mitte-links-Bündnis aus Kommunisten, Sozialisten und Radikalen. Letztere hatten eine marktliberale Tradition und eine starke antikommunistische Grundhaltung. Die KP dagegen hatte bis zur Volksfront-Doktrin der KPdSU und der Volksfront in Frankreich unter Léon Blum Koalitionen mit „Reformisten“ und „bourgeoisen“ Parteien abgelehnt. Neben diesen externen Entwicklungen führte auch die repressive Politik des „Quasi-Diktators“ Arturo Alessandri Palma zur Gründung der Frente Popular.
1938 bis 1952 regierten in Chile verschiedenste Koalitionen unter der Führung des Partido Radical, an denen auch die Kommunisten oft beteiligt waren. Schon 1936 hatte sich die Volksfront (Frente Popular) aus Radikalen, Sozialisten und Kommunisten gebildet. Zu den Parlamentswahlen 1938 verbot Präsident Alessandri die Kommunistische Partei, die daraufhin als „Partido Nacional Democrático“ immerhin sechs der 147 Sitze im Abgeordnetenhaus erlangte. Sozialisten (11 %) und Radikale (19 %) feierten Wahlerfolge. Im gleichen Jahr gelang der Frente ein knapper Sieg bei den Präsidentschaftswahlen und Pedro Aguirre Cerda wurde Präsident. Drei Jahre später gelang der KP der erste echte Wahlerfolg: 12 % bei den Parlamentswahlen 1941. Als daraufhin die Radikalen einen politischen Rechtsschwenk machten, zerbrach die Frente Popular noch im gleichen Jahr. Allerdings stützten sich auch die nächsten beiden Präsidenten Juan Antonio Ríos (1942–1946) und Gabriel González Videla (1946–1952), beide von den Radikalen, zeitweise auf die Kommunisten, etwa unter dem Namen „Alianza Democrático“.

#### Das „Verdammte Gesetz“
Unter der Regierung von Videla beteiligten sich die Kommunisten erstmals an der Regierung (was sie bis dahin aus ideologischen Gründen abgelehnt hatten). Besonders die Handlungen des kommunistischen Landwirtschaftsministers führten zu schweren Konflikten in der Regierungskoalition, die auch von den Liberalen getragen wurde, welche stark im ländlichen Großgrundbesitz verwurzelt sind. In Europa begann gleichzeitig mit der Berlinkrise der Kalte Krieg. Ende 1947 entließ González die kommunistischen Minister. Im Januar des darauffolgenden Jahres wurde das „ley de defensa permanente de la democrácia“ verabschiedet, besser bekannt als Ley Maldita („verdammtes Gesetz“). Dieses verbot nicht nur die Kommunistische Partei, entfernte alle Kommunisten aus gewählten Mandaten und öffentlichen Ämtern, sondern entfernte auch alle Wähler der Kommunisten aus den Wahlregistern: insgesamt mehr als 25.000 Wähler, etwa 4 % der Wählerschaft. In Pisagua in der I. Region Chiles wurde ein Konzentrationslager für die politischen Gefangenen eingerichtet. Dieses KZ wurde zeitweise von dem damaligen Offizier Augusto Pinochet geleitet, der es nach seinem Staatsstreich 25 Jahre später wieder errichtete. Wie erwartet, stimmten fast alle Abgeordneten und Senatoren der rechten Parteien (Liberale und Konservative) und der Radikalen dem Gesetz zu, aber auch etwa die Hälfte der Sozialisten. Dagegen wurde es von der anderen Hälfte des PS (darunter dem jungen Salvador Allende) und der Falange Nacional abgelehnt. Als Folge des Ley Maldita musste auch Dichter Pablo Neruda ins Exil gehen. Für zehn Jahre blieb die Partido Comunista in Chile verboten.

#### Unidad Popular
Nach ihrer Legalisierung 1958 gründeten die beiden großen Linksparteien PC und PS die Frente de Acción Popular (FRAP, Front der Volksaktion). Nach mindestens 25 Jahren Spaltung wurde damit die chilenische Linke geeint – jedenfalls oberflächlich. Im gleichen Jahr erlangte ihr Präsidentschaftskandidat Salvador Allende mit 28,5 % der Stimmen einen Wahlerfolg und lag nur knapp hinter dem Wahlsieger Jorge Alessandri, der 32,2 % der Stimmen auf sich vereinigen konnte. Tatsächlich wäre er wohl Präsident geworden, hätte nicht der Dorfpfarrer Antonio Zamorano kurz vor der Wahl, finanziert von den Rechtsparteien, einen linkspopulistischen Anti-Parteien-Wahlkampf begonnen und so 3,3 % der Stimmen erlangt, die sonst wohl Allende zugefallen wären.
Nach einem gescheiterten wirtschaftsliberalen Programm wurde sechs Jahre später der progressive Christdemokrat Eduardo Frei Montalva zum Präsidenten gewählt. Unter ihm nahmen der Einfluss der Linksparteien und ihre Wahlerfolge weiter zu. Der Partido Socialista wurde zunehmend radikaler und unterstützte den bewaffneten Kampf als Weg zu einer Revolution.
1970 benannte sich die FRAP in Unidad Popular um. Im gleichen Jahr wurde Salvador Allende zum Präsidenten gewählt. Innerhalb der heterogenen Koalition bildeten die Kommunisten den gemäßigten Flügel. Obwohl Allende Sozialist war, stützte er sich gegen Ende seiner Amtszeit vor allem auf die KP.
( Für eine detaillierte Auseinandersetzung mit dieser Epoche, siehe auch: Unidad Popular, Salvador Allende, Geschichte Chiles)

### Militärdiktatur 1973–1990
Wie alle Parteien der UP wurde die KP unmittelbar nach dem Putsch am 11. September 1973 verboten. Der aus Liberalen und Konservativen hervorgegangene Partido Nacional löste sich selber auf und auch die Christdemokraten wurden vier Jahre später verboten. Die Verfassung wurde außer Kraft gesetzt, der Kongress aufgelöst, das Wahlregister verbrannt, das Verfassungsgericht aufgelöst, alle politischen Veranstaltungen verboten und damit praktisch alle Bürgerrechte außer Kraft gesetzt, die meisten für 17 Jahre. In den Wochen nach dem Putsch wurden zahllose Funktionäre und Sympathisanten der Partei gefoltert und ermordet. Der im folgenden Jahr gegründete Geheimdienst Dirección Nacional de Inteligencia (DINA) zerstörte 1975 erst systematisch die Parteistruktur der Sozialistischen Partei, bevor er 1976 die Kommunistische Partei innerhalb Chiles praktisch auslöschte: Praktisch alle aktiven Kommunisten wurden ermordet oder mussten ins Exil fliehen. Die Kommunisten lehnten anders als der MIR einen bewaffneten Widerstand gegen das Regime ab, um nicht eine Rechtfertigung der Repression zu erleichtern.
Nachdem ein großer Teil der Sozialisten Anfang der 80er Jahre im Exil einen Reformkurs einleitete und damit den Weg für ihre heutige sozialdemokratische und oft marktliberale Position bahnten, gaben die Kommunisten den Versuch auf, eine neue Volksfront gegen die „faschistische Diktatur“ zu gründen. Aus dem Moskauer Exil gründete KP-Vorsitzender Luis Corvalán die Frente Patriótico Manuel Rodríguez, um die Diktatur in Chile mit Gewalt zu bekämpfen. 1988 boykottierte die KP das Plebiszit.
zur Verfolgung unter der Diktatur siehe auch Folter in Chile

### Seit der Transition

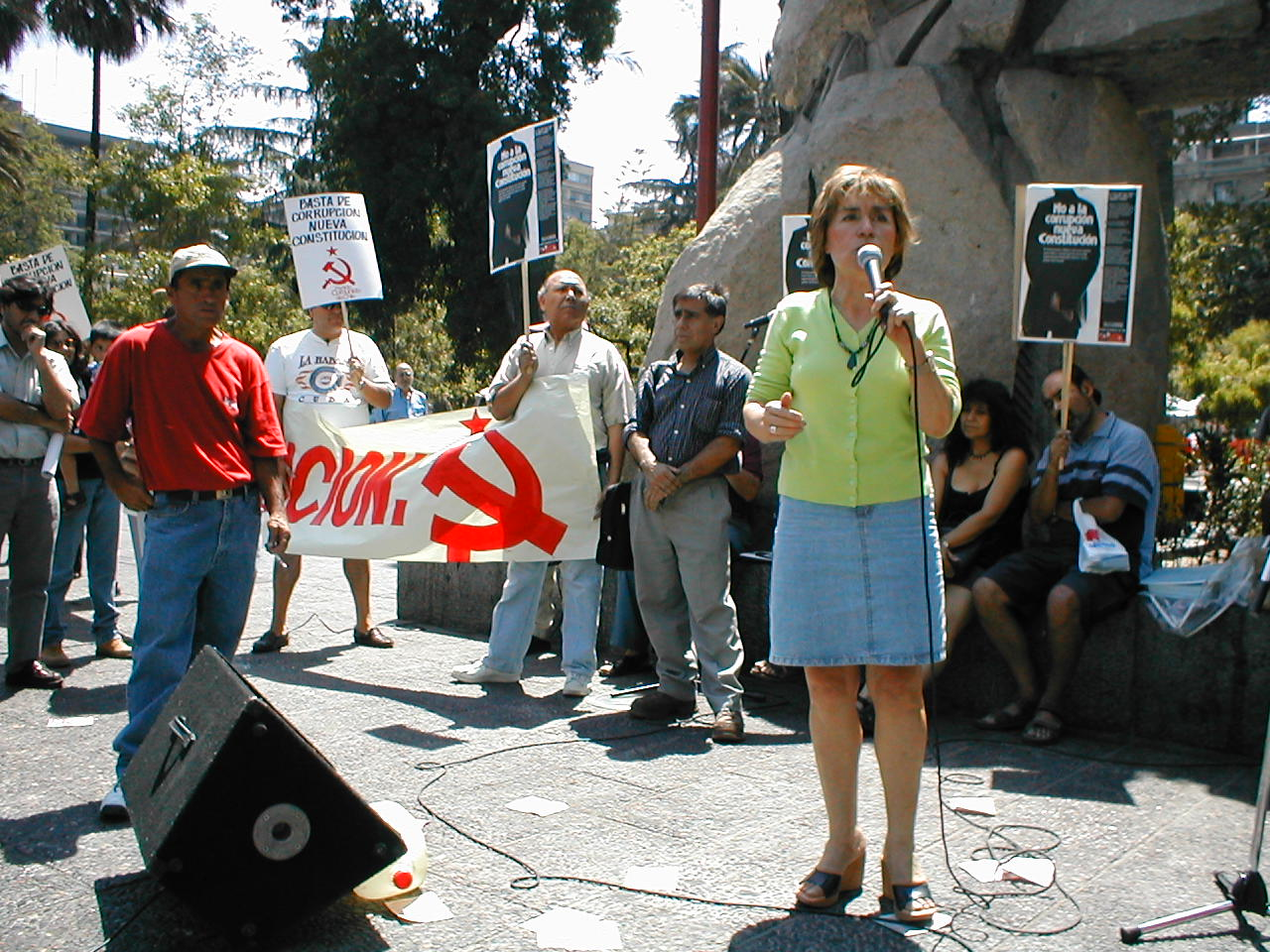
Die 2005 verstorbene Parteivorsitzende Gladys Marín

Anders als die Sozialistische Partei hatte sich die KP während der Diktatur nicht grundsätzlich ideologisch gewandelt. Gebremst durch das binomiale Wahlsystem bildete sie bis 2009 eine außerparlamentarische Opposition. Die PCCh erlangten bei den Wahlen meist einstellige Ergebnisse. Bis zum Tod der Parteivorsitzenden Gladys Marín trat die Partei vor allem als Protestpartei auf und ihre Anhänger beteiligten sich an zahlreichen Demonstrationen und Protesten.
Nachdem Marín aufgrund ihrer Krankheit nicht mehr in der Politik aktiv gewesen war, versuchte die Kommunistische Partei ihren Einfluss über offizielle Kanäle der Politik zu stärken. So stellte sie seit 2004 vier Bürgermeister in den Gemeinden Diego de Almagro, Canela, La Ligua y Tiltil. Zusammen mit der Humanistischen Partei und einigen kleineren Gruppen bildet die KP das Wahlbündnis Juntos Podemos Más. Zentrale Forderung ist eine Reform des Wahlsystems und die Abschaffung des Binomialen Wahlsystems.
Die Jugendorganisation Juventudes Comunistas de Chile existiert seit 1932 und hat rund 5500 Mitglieder (2012).
Seit 2021 stellt die KP die Bürgermeisterin von Santiago de Chile, Irací Hassler.
Seit 2022 ist sie als Mitglied des Parteienbündnisses Apruebo Dignidad Teil der Regierung Gabriel Boric und stellt dort drei Minister.

## Wahlergebnisse
| Kommunistische Partei: Wahlergebnisse 1932–2005 Bis 1973 gab es 150 Abgeordnete und 50 Senatoren; seit 1989 nur noch 120 bzw. 38. Der Senat wird immer zur Hälfte neu gewählt. Quellen. Innenministerium, Servel, Cruz-Coke. Bevölkerung: Nohlen, INE (Memento vom 16. Dezember 2005 im Internet Archive) (PDF) |                  |                   |                 |                      |          |          |                     |           |                     |                   |           |        |                    |               |         |                      |                      |
| Parlamentswahl | 1932             | 1937              | 1941            | 1945                 | 1949     | 1953     | 1957                | 1961      | 1965                | 1969              | 1973      | 1989   | 1993               | 1997          | 2001    | 2005                 | 2009                 |
| Abgeordnete Stimmenanteil | 3 1,0 %          | 6 4,2 %           | 3 2,0 %         | 15 10,2 %            | verboten | verboten | verboten            | 16 11,8 % | 18 12,7 %           | 19 16,7 %         | 26 16,0 % | –      | 0 5,0 %            | 0 6,9 %       | 0 5,2 % | 0 5,1 %              | 3 2,02               |
| Senatoren |                  |                   |                 |                      |          |          |                     |           |                     |                   |           |        |                    |               |         |                      |                      |
| Wahlbeteiligung | 70 %             | 87 %              | 78 %            | 70 %                 | 79 %     | 70,8 %   | 68,4 %              | 74,5 %    | 80,6 %              | 74,2 %            | 81,1 %    | 89,9 % | 83,4 %             | 71,8 %        | 76,1 %  | 87,7 %               | 86,7 %               |
| Wähler / Bevölkerung | 7,4 %            | 8,7 %             | 8,9 %           | 8,4 %                | 8,1 %    | 12,0 %   | 12,3 %              | 17,7 %    | 27,2 %              | 25,7 %            | 36,3 %    | 52,4 % | 48,5 %             | 39,2 %        | 39,9 %  | 44,3 %               | 42,8 %               |
| Präsidentschaftswahl | 1932             | 1938              | 1942            | 1946                 | –        | 1952     | 1958                | –         | 1964                | 1970              | –         | 1989   | 1993               | 1999          | –       | 2005                 | 2009                 |
| Stimmenanteil Kandidat Bündnis | 1,2 % Lafertte – | 51,0 % PAC Frente | 56 % JAR Frente | 40,1 González Frente | verboten | verboten | 28,9 % Allende FRAP | –         | 39,9 % Allende FRAP | 36,4 % Allende UP | –         | –      | 4,7 % Pizarro MIDA | 3,2 % Marín - | –       | 5,4 % Hirsch Podemos | 6,2 % Arrate Podemos |
| Wahlbeteiligung | %                | %                 | %               | %                    | –        | %        | %                   | –         | %                   | %                 | –         | 94,7 % | 86,2 %             | 87,3 %        | –       | 87,7 %               |                      |
| Wähler / Bevölkerung | 8,0 %            | 8,9 %             | 9,2 %           | 8,7 %                | –        | 16,1 %   | 15,9 %              | –         | 29,0 %              | 30,1 %            | –         | 54,3 % | 48,8 %             | 45,8 %        | –       | 46,2 %               |                      |

Weitere Ergebnisse siehe Wahlergebnisse in Chile.